# Eidoreus politus
Eidoreus politus es una especie de coleóptero de la familia Endomychidae.

## Distribución geográfica
Habita en Florida, México y Belice.